# ديفيد إيفانز (لاعب كريكت بريطاني)
ديفيد إيفانز (22 أغسطس 1928 في المملكة المتحدة - 20 يونيو 1991 في المملكة المتحدة) (بالإنجليزية: David Evans)‏ هو لاعب كريكت بريطاني. لعب مع نادي مقاطعة سومرست للكريكت ‏.